# Seznam památných stromů v okrese Plzeň-jih
Toto je seznam památných stromů v okrese Plzeň-jih, v němž jsou uvedeny památné stromy na území okresu Plzeň-jih.
| Název                        | Obrázek                                             | Umístění                                                     | Druh                                   | Obvod [v cm] | Kód wikidata     | Galerie                                                                  | Poznámka |
| ---------------------------- | --------------------------------------------------- | ------------------------------------------------------------ | -------------------------------------- | ------------ | ---------------- | ------------------------------------------------------------------------ | --- |
| Borovská lípa                | Borovská lípa                                       | Borovy 49°31′29″ s. š., 13°17′58″ v. d.                      | lípa velkolistá                        | 460          | 104732 Q26789361 |                                                                          | Střed obce Borovy v těsné blízkosti kaple Narození Panny Marie, u silnice směrem na Klatovy                      |
| Buk v Oselcích               |                                                     | Oselce 49°26′34″ s. š., 13°40′27″ v. d.                      | buk lesní                              | 597          | 102341 Q11362529 |                                                                          | V lese u staré cesty z Oselec do Kotouně u křížku                                                                |
| Douglaska v Újezdci          | Douglaska v Újezdci                                 | Ptenín 49°30′57″ s. š., 13°11′39″ v. d.                      | douglaska tisolistá                    | 395          | 102343 Q11824360 | Kategorie „Douglaska v Újezdci“ na Wikimedia Commons                     | V bývalé lesní školce exotů                                                                                      |
| Dub u Nechanic               | Dub u Nechanic                                      | Nechanice u Nových Mitrovic 49°34′33″ s. š., 13°38′28″ v. d. | dub zimní                              | 377          | 105844 Q26790421 |                                                                          | V lesním porostu                                                                                                 |
| Dub v Zahrádce               | Památný dub u Čížkova                               | Zahrádka u Čížkova 49°32′17″ s. š., 13°40′7″ v. d.           | dub letní                              | 395          | 102339 Q11833018 |                                                                          | Křovinatá mez se stromy mezi loukami                                                                             |
| Chloumecká lípa              |                                                     | Chloumek u Kasejovic 49°29′5″ s. š., 13°43′32″ v. d.         | lípa velkolistá                        | 330          | 102347 Q11725007 |                                                                          | Na návsi u kapličky                                                                                              |
| Chocenický drnák             | Chocenický drnák                                    | Chocenice 49°32′59″ s. š., 13°30′47″ v. d.                   | dub zimní                              | 462          | 102348 Q11725890 | Kategorie „Chocenický drnák“ na Wikimedia Commons                        | SV od vrchu Chlumánek, kóta 510                                                                                  |
| Kacerenský dub               | Kacerenský dub                                      | Buková u Merklína 49°32′22″ s. š., 13°10′23″ v. d.           | dub letní                              | 670          | 102349 Q12027658 |                                                                          | Na hrázi rybníka Kacerna                                                                                         |
| Kasejovický akát             |                                                     | Kasejovice 49°28′4″ s. š., 13°44′5″ v. d.                    | trnovník bílý                          | 389          | 102350 Q12028877 |                                                                          | Z kapličky při cestě do Chloumku                                                                                 |
| Keslova lípa ve Střížovicích |                                                     | Střížovice u Plzně 49°36′45″ s. š., 13°27′35″ v. d.          | lípa malolistá                         | 122          | 102336 Q12029178 |                                                                          | Čtyřkmen, v předzahrádce u čp. 22                                                                                |
| Klášterský javor             |                                                     | Klášter 49°30′1″ s. š., 13°34′42″ v. d.                      | javor stříbrný                         | 280          | 105905 Q26790526 | Kategorie „Klášterský javor“ na Wikimedia Commons                        | V obecním parku nedaleko Klášterského rybníka a řeky Úslavy mezi dalšími stromy                                  |
| Javor pod Zelenou Horou †    | Javor pod Zelenou Horou                             | Klášter u Nepomuka 49°30′3″ s. š., 13°34′50″ v. d.           | javor stříbrný                         | 520          | 102346 Q12024264 |                                                                          | V obci u hřiště                                                                                                  |
| Letinská lípa                | Lípa u silnice v obci Lázně Letiny                  | Letiny 49°31′46″ s. š., 13°27′14″ v. d.                      | lípa malolistá                         | 568          | 102340 Q12033110 |                                                                          | U lázní, nedaleko silnice                                                                                        |
| Lípa na návsi ve Vrčeni †    | Upravený pařez, kde stávala lípa na návsi ve Vrčeni | Vrčeň 49°30′27″ s. š., 13°37′9″ v. d.                        | lípa                                   | 396          | 104922 Q12034646 |                                                                          | Lípa na návsi ve Vrčeni                                                                                          |
| Lípa pod Ticholovcem         | Lípa pod Ticholovcem                                | Příchovice u Přeštic 49°33′35″ s. š., 13°21′9″ v. d.         | lípa malolistá                         | 378          | 102351 Q12034648 | Kategorie „Lípa a kaple svaté Anny pod Ticholovcem“ na Wikimedia Commons | U kapličky sv. Anny pod Ticholovcem, po polní cestě z Příchovic do Kucín                                         |
| Lípa u Boučků                | Lípa u Boučků                                       | Žďár u Blovic 49°33′13″ s. š., 13°34′48″ v. d.               | lípa malolistá                         | 372          | 102338 Q12034656 |                                                                          | U silnice v západní části Žďáru                                                                                  |
| Lípa u Gigantu †             | Lípa u Gigantu                                      | Záluží 49°40′49″ s. š., 13°8′30″ v. d.                       | lípa velkolistá                        | 701          | 102352 Q12034659 |                                                                          | Cca 100 m od dvora Gigant před čp. 35                                                                            |
| Lípa u hřbitova              | Lípa u hřbitova                                     | Ves Touškov 49°39′48″ s. š., 13°7′16″ v. d.                  | lípa srdčitá                           | 348          | 105278 Q26789761 |                                                                          | V blízkosti hřbitova u podstavce pro sochu, uprostřed travnatého prostranství                                    |
| Lípa u Moravců               |                                                     | Čečovice 49°31′29″ s. š., 13°39′33″ v. d.                    | lípa velkolistá                        | 410          | 102353 Q12034665 |                                                                          | Na dvoře čp. 11                                                                                                  |
| Lípa u Mrtole                |                                                     | Snopoušovy 49°36′52″ s. š., 13°24′6″ v. d.                   | lípa malolistá                         | 395          | 102337 Q12034667 | Kategorie „Lípa u Mrtole“ na Wikimedia Commons                           | Starý vykotlaný strom bizarních tvarů na okraji lesa při cestě ze Snopoušov do Netunic                           |
| Lípa u Palackých             |                                                     | Čečovice 49°31′19″ s. š., 13°39′30″ v. d.                    | lípa velkolistá                        | 550          | 102354 Q12034666 |                                                                          | Na dvoře čp. 20                                                                                                  |
| Lípa v Čížkově               | Památná lípa v Čížkově                              | Čížkov u Blovic 49°32′26″ s. š., 13°41′ v. d.                | lípa malolistá                         | 390          | 102345 Q12034706 | Kategorie „Lípa v Čížkově“ na Wikimedia Commons                          | Na návsi u kostela                                                                                               |
| Lípa v Nové Vsi u Nepomuka   | Památná lípa v Nové Vsi u Nepomuku                  | Nová Ves u Nepomuka 49°27′58″ s. š., 13°32′12″ v. d.         | lípa malolistá                         | 470          | 105952 Q26790567 |                                                                          | V intravilánu obce v blízkosti komunikace u kapličky                                                             |
| Lípa ve Staré Huti           | Lípa ve Staré Huti u Vlčic.                         | Vlčice u Blovic 49°33′53″ s. š., 13°33′29″ v. d.             | lípa velkolistá                        | 524          | 102355 Q12034709 |                                                                          | Na dvoře bývalého mlýna, dříve huti, čp. 1                                                                       |
| Lípa ve Štěnovicích          | Lípa v obci Štěnovice                               | Štěnovice 49°40′27″ s. š., 13°24′15″ v. d.                   | lípa srdčitá                           | 380          | 105198 Q26789722 |                                                                          | V obci u místní komunikace naproti čp. 169                                                                       |
| Lípa ve Vejši                |                                                     | Čmelíny 49°29′12″ s. š., 13°40′0″ v. d.                      | lípa malolistá                         | 475          | 105906 Q26790527 |                                                                          | V lesním porostu v sousedství louky                                                                              |
| Lípy v Míšově                |                                                     | Míšov 49°37′17″ s. š., 13°45′13″ v. d.                       | lípa malolistá (1) lípa velkolistá (1) | 275 / 383    | 106339 Q76810076 | Kategorie „Lípy v Míšově“ na Wikimedia Commons                           | Stromy rostou v obci Míšov                                                                                       |
| Malinecká lípa               |                                                     | Malinec 49°28′59″ s. š., 13°22′27″ v. d.                     | lípa malolistá                         | 460          | 102344 Q12035001 |                                                                          | V obci u čp. 27                                                                                                  |
| Milečská lípa                | Lípa v obci Mileč u Nepomuka                        | Mileč 49°28′9″ s. š., 13°36′19″ v. d.                        | lípa velkolistá                        | 510          | 102356 Q12037404 |                                                                          | Na návsi u čp. 8                                                                                                 |
| Mlynářova lípa †             | Lípa u náhonu bývalého mlýna                        | Dolní Lukavice 49°36′7″ s. š., 13°21′7″ v. d.                | lípa velkolistá                        | 601          | 102357 Q12038327 |                                                                          | U vodního náhonu před mlýnem čp. 69, mezi Dolní Lukavicí a Krasavci. Ochrana stromu byla 22. února 2023 zrušena. |
| Nezdická lípa                | Nezdická lípa                                       | Nezdice 49°31′47″ s. š., 13°19′6″ v. d.                      | lípa velkolistá                        | 310          | 105918 Q26790536 | Kategorie „Nezdická lípa“ na Wikimedia Commons                           | V obci na hřbitově v blízkosti márnice                                                                           |
| Oselecká lípa †              | Oselecká lípa                                       | Oselce 49°26′11″ s. š., 13°39′56″ v. d.                      | lípa malolistá                         | 525          | 102342 Q12042960 |                                                                          | U sochy sv. Jana Nepomuckého u silnice na Chlumy směrem na Nekvasovy                                             |
| Podhůřská lípa               | Podhůřská lípa                                      | Podhůří (Kasejovice) 49°28′21″ s. š., 13°39′57″ v. d.        | lípa velkolistá                        | 501          | 102358 Q12045864 | Kategorie „Podhůřská lípa“ na Wikimedia Commons                          | Na návsi před dvorem čp. 1                                                                                       |
| Roupovský tis                | červený tis v Roupově                               | Roupov 49°32′16″ s. š., 13°15′14″ v. d.                      | tis červený                            | 150          | 104731 Q26789360 | Kategorie „Roupovský tis“ na Wikimedia Commons                           | Hradní příkop zříceniny Roupov                                                                                   |
| Skašovská lípa               |                                                     | Skašov 49°30′26″ s. š., 13°26′2″ v. d.                       | lípa malolistá                         | 470          | 104733 Q26789362 |                                                                          | V obci, 3 m od zpevněné příjezdové cesty ke statku                                                               |
| Skašovský buk †              |                                                     | Skašov 49°31′ s. š., 13°25′49″ v. d.                         | buk lesní                              | 410          | 104734 Q26789363 |                                                                          | Okraj lesa cca 3 m od stávající nezpevněné cesty od Skašova kolem čp. 62. Ochrana zrušena 31.01.2024.            |
| Tisovec v Dolní Lukavici     | Tisovec v Dolní Lukavici                            | Dolní Lukavice 49°35′58″ s. š., 13°20′50″ v. d.              | tisovec dvouřadý                       | 399          | 105480 Q12195730 |                                                                          | V obci v zámeckém parku vedle Sladkovského rybníka                                                               |
| Vosecké lípy                 |                                                     | Řenče 49°35′47″ s. š., 13°24′37″ v. d.                       | lípa malolistá (10)                    | 140−240      | 105919 Q26790889 |                                                                          | Stromořadí k pomníku padlých v 1. světové válce v blízkosti kapličky na návsi                                    |
| Vrčeňská lípa                |                                                     | Vrčeň 49°30′19″ s. š., 13°37′20″ v. d.                       | lípa velkolistá                        | 370          | 102360 Q11942615 |                                                                          | U polní cesty z Vrčeně do Tojic u křížku z roku 1816                                                             |
| Zámecký velikán              | Zámecký velikán                                     | Spálené Poříčí 49°36′53″ s. š., 13°36′21″ v. d.              | jasan ztepilý                          | 480          | 105540 Q10937752 |                                                                          | Na trávníku vlevo od příjezdové cesty k zámku                                                                    |
| Zhůřský křemelák             | Zhůřský křemelák                                    | Zhůř 49°32′11″ s. š., 13°31′8″ v. d.                         | dub letní                              | 509          | 102361 Q10860758 |                                                                          | V ovci vpravo od bývalého statku čp. 1 za čp. 132                                                                |